# Footville
Footville és una població dels Estats Units a l'estat de Wisconsin. Segons el cens del 2000 tenia 788 habitants.

## Demografia
Segons el cens del 2000, Footville tenia 788 habitants, 310 habitatges, i 222 famílies. La densitat de població era de 307,3 habitants per km².
Dels 310 habitatges en un 33,9% hi vivien nens de menys de 18 anys, en un 55,8% hi vivien parelles casades, en un 11,9% dones solteres, i en un 28,1% no eren unitats familiars. En el 23,5% dels habitatges hi vivien persones soles el 10,6% de les quals corresponia a persones de 65 anys o més que vivien soles. El nombre mitjà de persones vivint en cada habitatge era de 2,52 i el nombre mitjà de persones que vivien en cada família era de 2,97.
Per edats la població es repartia de la següent manera: un 25% tenia menys de 18 anys, un 8,9% entre 18 i 24, un 28,7% entre 25 i 44, un 23,5% de 45 a 60 i un 14% 65 anys o més.
L'edat mediana era de 38 anys. Per cada 100 dones de 18 o més anys hi havia 92,5 homes.
La renda mediana per habitatge era de 47.768 $ i la renda mediana per família de 55.833 $. Els homes tenien una renda mediana de 37.344 $ mentre que les dones 26.985 $. La renda per capita de la població era de 21.688 $. Aproximadament el 2,9% de les famílies i el 3,5% de la població estaven per davall del llindar de pobresa.

## Poblacions més properes
El següent diagrama mostra les poblacions més properes.